# Тимьян холмовый
Тимьян холмовый (лат. Thymus collinus) — полукустарничек, вид растений рода Тимьян (Thymus) семейства Яснотковые.
Встречается в Дагестане, Закавказье (эндемик). Растет на сухих горных склонах до субальпийского пояса.

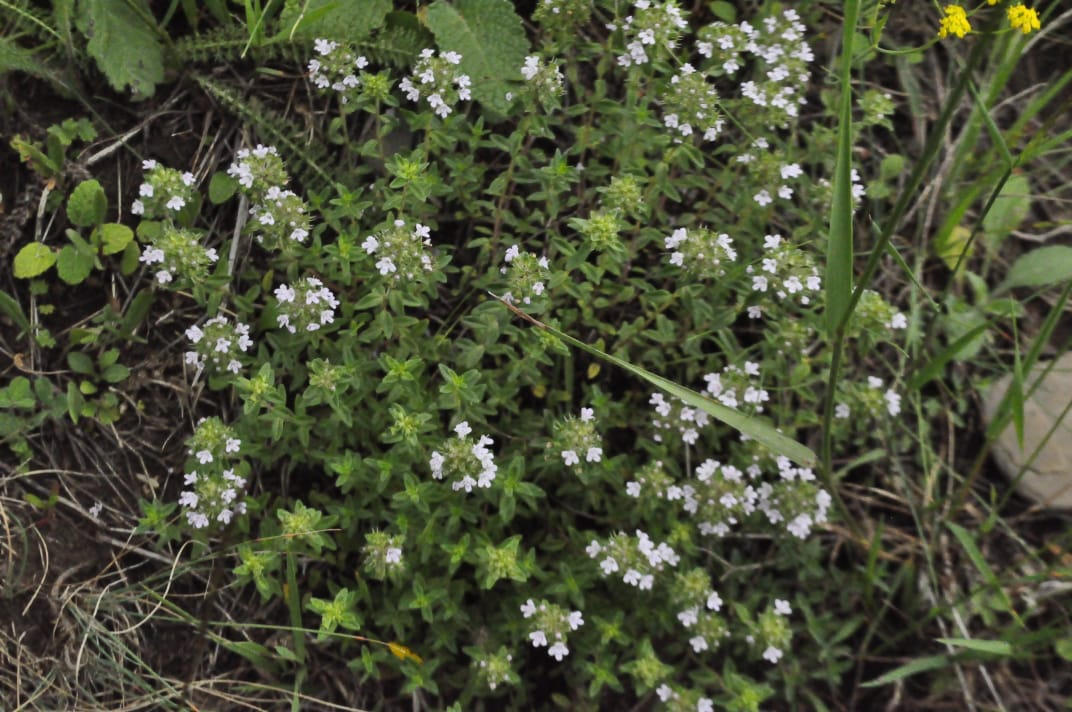
Тимьян холмовый

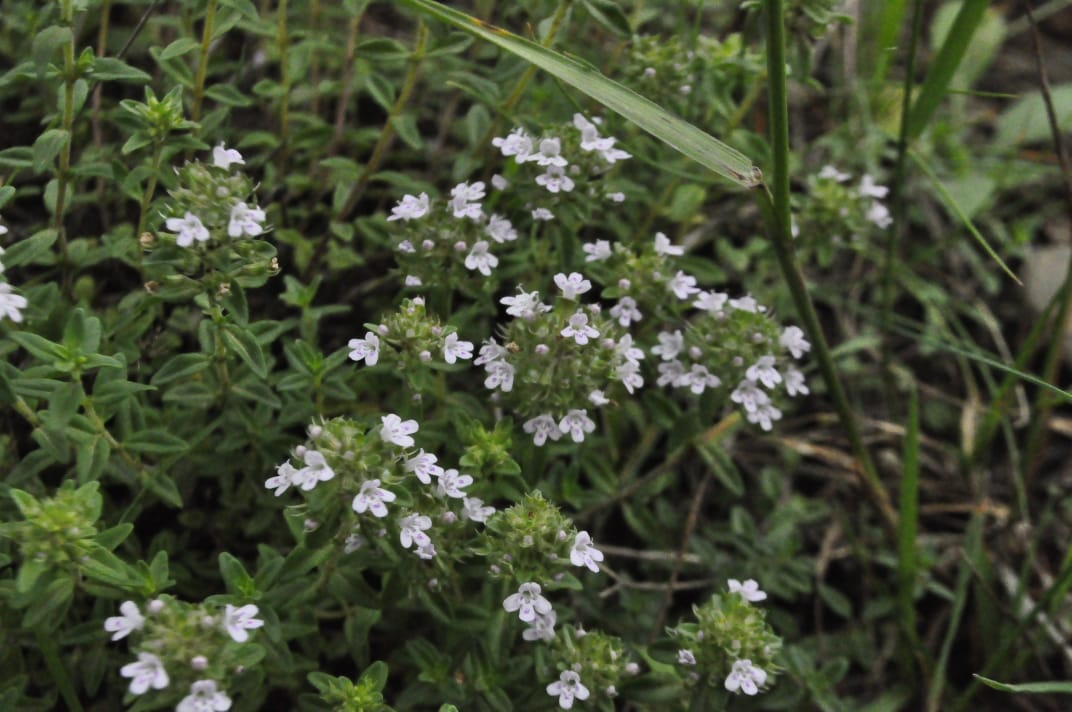
Ттуккул чIу

В лакском языке называется «Ттуккул чIу» («ослиная соль») и используется для заваривания ароматного чая.

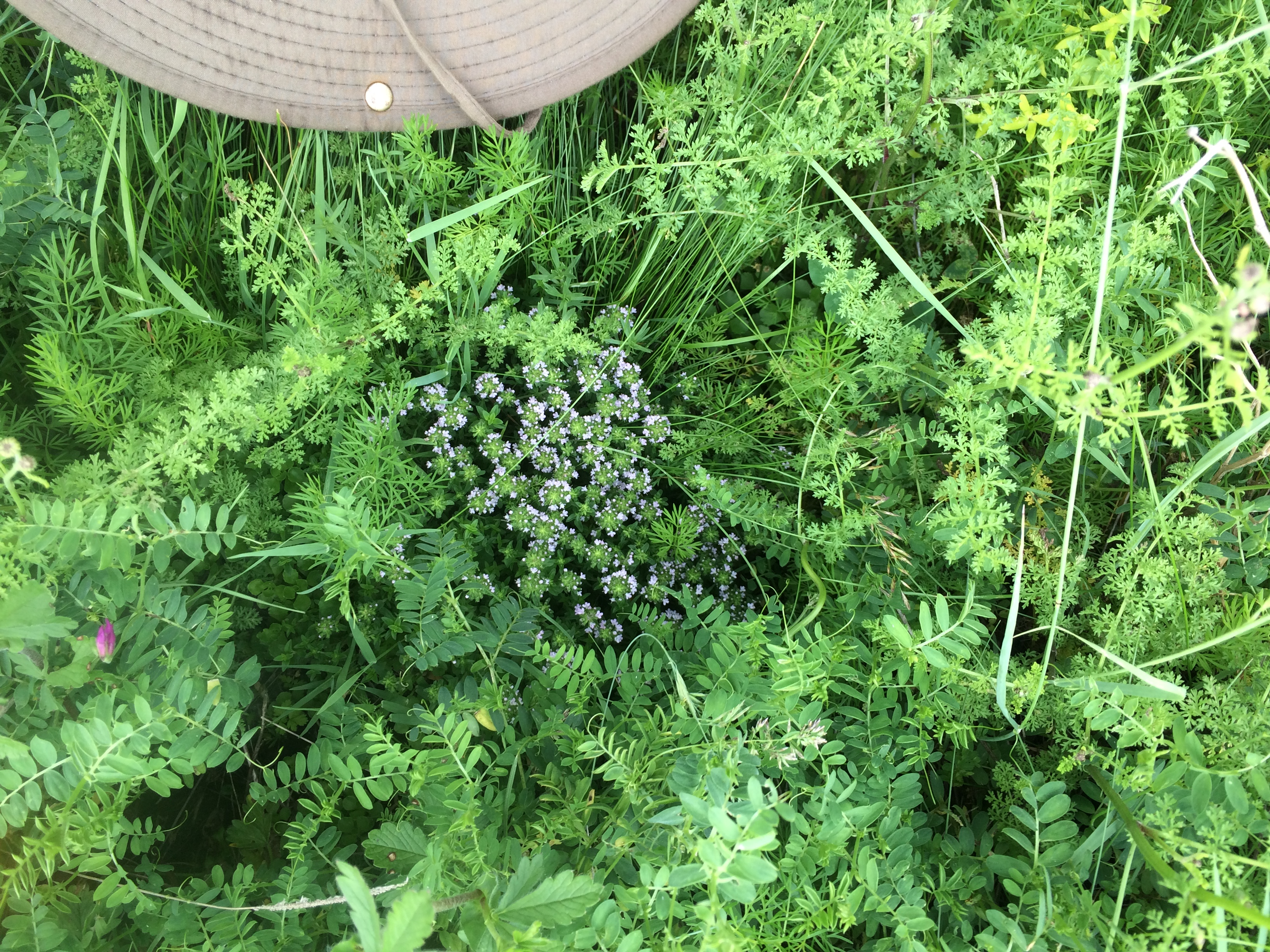
Тимьян

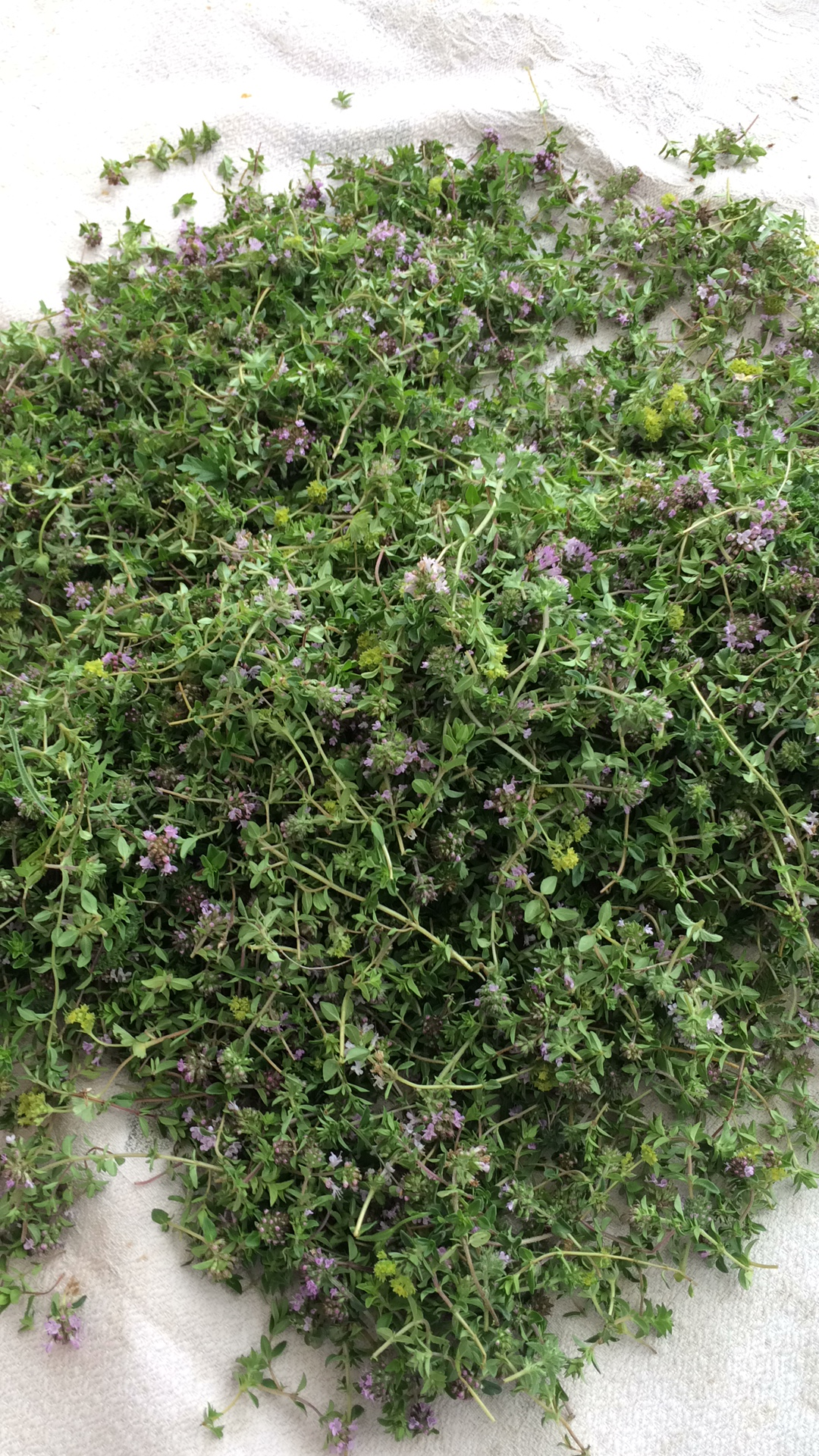
Собранный для сушки чабрец

## Биологическое описание
Многолетнее, в нижней части одревесневшее растение с восходящими разветвленными стеблями, опушёнными в верхней части. Цветоносные ветви высотой 7—12 см.
Листья черешковые, от продолговато-яйцевидных до яйцевидных, длиной 7—11 мм, шириной 3—5 мм, точечно-железистые.
Цветки розовые, собраны в головчатые соцветия.
Плод — орешек.

## Значение и применение
Надземная часть растения содержит 0,1—0,5 % эфирного масла. Все части растения имеют сильный лимонный запах. Является ценной пряностью, используемой при обработке рыбы, в кулинарии, в консервной промышленности и в парфюмерии.

## Классификация

### Таксономия
|  |                                      |  |                                                             |                                                             |                      |  | ещё 21 семейство (согласно Системе APG II) | ещё 21 семейство (согласно Системе APG II) |                           |  |  |  | еще 81 род    | еще 81 род          |  |  |
|  |                                      |  |                                                             |                                                             |                      |  | ещё 21 семейство (согласно Системе APG II) | ещё 21 семейство (согласно Системе APG II) |                           |  |  |  | еще 81 род    | еще 81 род          |  |  |
|  |                                      |  |                                                             | порядок Ясноткоцветные                                      |                      |  |                                            |                                            | подсемейство Котовниковые |  |  |  |               | вид Тимьян холмовый |  |  |
|  |                                      |  |                                                             | порядок Ясноткоцветные                                      |                      |  |                                            |                                            | подсемейство Котовниковые |  |  |  |               | вид Тимьян холмовый |  |  |
|  | отдел Цветковые, или Покрытосеменные |  |                                                             |                                                             | семейство Яснотковые |  |                                            |                                            | род Тимьян                |  |  |  |               |                     |  |  |
|  | отдел Цветковые, или Покрытосеменные |  |                                                             |                                                             |                      |  |                                            |                                            |                           |  |  |  |               |                     |  |  |
|  |                                      |  | ещё 44 порядка цветковых растений (согласно Системе APG II) | ещё 44 порядка цветковых растений (согласно Системе APG II) |                      |  |                                            | еще 7 подсемейств                          | еще 7 подсемейств         |  |  |  | ещё 213 видов |                     |  |  |
|  |                                      |  |                                                             | ещё 44 порядка цветковых растений (согласно Системе APG II) |                      |  |                                            |                                            | еще 7 подсемейств         |  |  |  |               |                     |  |  |